# WWE The Music, Vol. 8
WWE The Music Volume 8 es un álbum recopilatorio publicado por la WWE el 25 de marzo de 2008. A diferencia de su antecesor, que fue lanzado exclusivamente en iTunes, Volume 8 se vendió como CD (como muchos otros álbumes de música de la WWE), además de ser ofrecido en iTunes.

## Lista de canciones
Todas las canciones fueron escritas por Jim Johnston.
| Pista | Canción                                                                           | Superstar                   | Longitud |
| ----- | --------------------------------------------------------------------------------- | --------------------------- | -------- |
| 1     | "No More Words" (interpretada por Endeverafter)                                   | Jeff Hardy                  | 4:23     |
| 2     | "S.O.S." (interpretada por Collie Buddz)                                          | Kofi Kingston               | 3:31     |
| 3     | "Glamazon"                                                                        | Beth Phoenix                | 2:49     |
| 4     | "The Wall" (interpretada por Heet Mob)                                            | Mark Henry                  | 3:09     |
| 5     | "In the Middle of It Now" (interpretada por Disciple)                             | Curt Hawkins and Zack Ryder | 4:10     |
| 6     | "Sliced Bread" (interpretada por Jillian Hall)                                    | Jillian Hall                | 3:10     |
| 7     | "No Chance in Hell" (interpretada por Theory of a Deadman)                        | Vince McMahon               | 2:55     |
| 8     | "Don't Question My Heart" (interpretada por Saliva, con Brent Smith de Shinedown) | ECW                         | 3:39     |
| 9     | "Biscuits & Gravy"                                                                | Jesse and Festus            | 3:34     |
| 10    | "What Love Is" (mezclado por Scooter & Lavelle)                                   | Candice Michelle            | 3:37     |
| 11    | "Ain't No Make Believe" (interpretada por Stonefree Experience)                   | John Morrison               | 4:19     |
| 12    | "Ain't No Stoppin' Me" (interpretada por Axel)                                    | Shelton Benjamin            | 3:07     |
| 13    | "Turn Up the Trouble" (interpretada por Airbourne)                                | Mr. Kennedy                 | 3:13     |
| 14    | "Break the Walls Down" (interpretada por James Grundler)                          | Chris Jericho               | 3:33     |

Tres pistas extras se venden exclusivamente a través de Wal-Mart, incluyendo:

| Pista | Canción                                 | Sujeto               | Longitud |
| ----- | --------------------------------------- | -------------------- | -------- |
| 15    | "Light a Fire" (interpretada por Aiden) | Ashley               | 3:04     |
| 16    | "Hes Ma Da"                             | Hornswoggle y Finlay | 2:33     |
| 17    | "La Vittoria è Mia" ("Victoria Es Mía") | Santino Marella      | 3:48     |